# 호 (성씨)
호(扈, 胡, 鎬)씨는 중국과 한국의 성씨이다.

## 따를 호 扈
호(扈)씨는 2015년 대한민국 통계청 인구조사에서 4,340명으로 조사되었다.
- 호씨(扈氏)의 도시조 호의(扈義)는 고려 창업 원종공신이라고 한다. 그의 장남 호철(扈哲)의 17세손 호종국(扈從國)이 신평 호씨(新平 扈氏),[1] 호의의 차자 은열(殷悅)이 보안 호씨(保安扈氏), 삼남 흥인(興仁)이 나주 호씨(羅州扈氏)로 분관하였다고 한다. 2015년 인구는 신평 호씨 2,150명, 보안 호씨 24명, 나주 호씨 133명이다.

- 전주 호씨 시조 호준(扈浚)은 명(明)나라 이여송(李如松)의 부장(副將)으로 임진왜란에 참전하여 전공을 세우고 조선에 귀화하였다고 한다. 2015년 인구는 118명이다.

## 오랑캐 이름 호 胡
호(胡)씨는 2015년 대한민국 통계청 인구조사에서 1,494명으로 조사되었다.
황해도 토산군을 본관으로 하는 토산 호씨(兎山胡氏)는 고려 초 검교신호위상장군(檢校神虎衛上將軍)을 지낸 호종적(胡從迪)의 손자 호진경(胡晉卿, 1107년 ∼ 1160년)이 1128년(고려 인종 6년) 예부시(禮部試)에 급제하여 시합문지후(試閤門祗候)에 이르렀다. 합문지후(閤門祗候) 황보정(皇甫靖)의 딸과 결혼하여 3남 3녀를 두었다. 2015년 통계청 인구조사에서 황해도를 본관으로 하는 평산 호씨 138명, 수안 호씨 80명 등이 나타난다.
파릉 호씨(巴陵胡氏)는 송(宋)나라의 유학자인 호안국(胡安國)의 16세손 호극기(胡克己)를 시조(始祖)로 한다. 극기(克己)는 명(明)나라 말기에 한림학사(翰林學士)가 되어 1643년(인조 21) 답례사(答禮使)로 조선에 왔다가 명(明)나라가 청(淸)나라에 멸망되자 조선의 함경도 북청군에 정착하였다고 한다. 6세 호세익(胡世翼)의 장자 호숙(胡淑)의 후손들은 파릉(巴陵), 차자 호징(胡澄)과 삼남 호준(胡濬)의 후손은 가평(加平)을 관향으로 삼았다고 한다. 2015년 인구는 파릉 호씨 220명, 숭안 호씨 227명, 악양 호씨 111명, 가평 호씨 206명이다.
후(胡)씨는 중국의 성씨 인구 15위인데, 인물로는 중화인민공화국의 주석을 역임한 후진타오(胡錦濤)가 있다.

## 호경 호 鎬
호(鎬)씨는 2015년 대한민국 통계청 인구조사에서 8명으로 조사되었다. 본관은 백천이 5명이다.

## 같이 보기
- 扈姓
- 胡姓